# Phyllophaga humboldtiana
Phyllophaga humboldtiana är en skalbaggsart som beskrevs av Moron 2003. Phyllophaga humboldtiana ingår i släktet Phyllophaga och familjen Melolonthidae. Inga underarter finns listade i Catalogue of Life.